# 家园3
《家园3》是一款即时战略游戏，預計2024年春季上市，是著名遊戲《萬艦齊發》的續作，由Gearbox軟體出品，其在2019年於Fig網站展開眾籌短時間就獲得超過百萬美金，但是Gearbox 於 2021年 2月被 Embracer Group 收購。因此Gearbox不得不在 2021年 6月取消 Fig眾籌但金額與母公司投資金匯流後一起成為開發經費。

## 故事
第15艦隊的新型母艦Khar-Kushan號全長2.4公里，故事將由它的新冒險展開。緊接第二代的故事在戰勝維格人後卡蘭斯傑特得以打開橫跨銀河系的遠古超空間門網絡，揭開了史稱“傑特時代”，一個銀河貿易和全面發展的時代，但這個黃金時代突然遭遇危機。當她打開跳躍至銀河系邊緣的大門時，傑特消失了。之後一種被稱為“異常”的神秘禍害開始在銀河系蔓延，使整個星系變得黑暗並威脅著所有生物的存在。卡蘭失蹤一百年後，銀河系的命運現在掌握在她的繼任者伊莫金斯傑特手中，她派遣了新型母艦希望了解並擊敗異常現象。

## 外部連結
- Official website for Homeworld 3 （页面存档备份，存于）
- 萬艦齊發3中文官方網站